# دانيال هيشت
دانيال هيشت (بالإنجليزية: Daniel Hecht)‏ (1950، ماونت كيسكو في الولايات المتحدة)؛ روائي أمريكي.

## روابط خارجية
- دانيال هيشت على موقع ميوزك برينز (الإنجليزية)
- دانيال هيشت على موقع ديسكوغز (الإنجليزية)